# Fosters GABBA
El Fosters GABBA fue un club de baloncesto de Gibraltar que jugó en las divisiones inferiores del sistema de ligas de baloncesto español, principalmente en la Segunda y Primera División de Cádiz, sétimo y sexto nivel respectivamente, desde la temporada 2004-05 hasta la temporada 2011-12 cuando se retiraron por problemas logísticos. Estuvo administrado y dirigido por la Asociación Amateur de Baloncesto de Gibraltar (GABBA), que buscó la participación en España con la finalidad de darle un roce más profesional al baloncesto gibraltareño.

## Historia
El club empezó su participación en la Segunda División de Cádiz en la temporada 2004-05 luego de que la Delegación Gaditana y GABBA llegaran a un acuerdo. El anuncio de su participación se vio envuelto en polémicas políticas derivadas del conflicto diplomático entre España y el Reino Unido por el estatus de Gibraltar. El Gobierno de Gibraltar, en ese entonces presidido por Peter Caruana, se comunicó con el presidente de GABBA y le expresó su incomodidad por no haber consultado su decisión; sin embargo John Gonçalves, presidente de GABBA dijo que la decisión no tenía ningún tinte político y que su único interés era deportivo.

Solo me mueve el interés deportivo, no quiero saber nada de la política. Quiero hacer un mundo mejor
John Gonçalves

Fosters no era el primer equipo gibraltareño que participaba en competiciones españolas. Desde 1992, Gibraltar Barbarians había participado en la Liga Andaluza de Rugby, de la Federación Andaluza de Rugby; y Tarik Waterpolo Gibraltar jugaba también en la Liga Andaluza de Waterpolo de la Federación Andaluza de Natación. 
Actualmente el Unión Linense de Baloncesto tiene un equipo femenino patrocinado por Europa F. C. que compite con el nombre de ULB Europa F. C.

### Equipo masculino
En su primera temporada logró ascender y alcanzó la Primera División de Cádiz, un nivel por debajo de la Primera División Andaluza de Baloncesto (5.° nivel nacional). Desde su ascenso el club se mantuvo siempre peleando en los primeros lugares y no descendió hasta su retiro en la temporada 2011-12. 
En su segunda temporada en Primera División salió campeón, pero no pudo lograr el ascenso a la Primera Andaluza en los play-offs. El club volvió a ganar la liga en la temporada 2008-09 sin conseguir el ascenso una vez más. Además fue subcampeón en las temporadas 2007-08 y 2010-11. 

#### Resumen de temporadas
| Temporada | Liga              | Nivel | Temporada regular | Temporada regular | Temporada regular | Temporada regular | Temporada regular | Temporada regular | Temporada regular | Play-offs         |
| Temporada | Liga              | Nivel | Pos.              | PJ                | PG                | PP                | PF                | PC                | Pts.              | Play-offs         |
| --------- | ----------------- | ----- | ----------------- | ----------------- | ----------------- | ----------------- | ----------------- | ----------------- | ----------------- | ----------------- |
| 2004-05   | 2.° Div. de Cádiz | 7     |                   |                   |                   |                   |                   |                   |                   | Campeón (ascenso) |
| 2005-06   | Liga de Cádiz     | 6     |                   |                   |                   |                   |                   |                   |                   |                   |
| 2006-07   | Liga de Cádiz     | 6     | 1.°               | 14                | 12                | 2                 | 898               | 661               | 26                | Campeón           |
| 2007-08   | Liga de Cádiz     | 6     | 2.°               | 22                | 19                | 3                 | 1880              | 1453              | 41                | Subcampeón        |
| 2008-09   | Liga de Cádiz     | 6     | 4.°               | 16                | 10                | 6                 | 1166              | 1099              | 26                | Campeón           |
| 2009-10   | Liga de Cádiz     | 6     | 3.°               | 18                | 13                | 5                 | 1327              | 1156              | 31                | Semifinales       |
| 2010-11   | Liga de Cádiz     | 6     | 3.°               | 20                | 15                | 5                 | 1442              | 1189              | 35                | Subcampeón        |
| 2011-12   | Liga de Cádiz     | 6     | 8.°               | 22                | 10                | 12                | 1615              | 1611              | 32                | no clasificó      |

### Equipo femenino
El equipo femenino también gozó de buenas participaciones en las ligas provinciales. Fue campeón en la temporada 2006-07, y subcampeón en las temporadas 2009-10, 2010-11.

#### Resumen de temporadas
| Temporada | Liga              | Nivel | Temporada regular | Temporada regular | Temporada regular | Temporada regular | Temporada regular | Temporada regular | Temporada regular | Play-offs         |
| Temporada | Liga              | Nivel | Pos.              | PJ                | PG                | PP                | PF                | PC                | Pts.              | Play-offs         |
| --------- | ----------------- | ----- | ----------------- | ----------------- | ----------------- | ----------------- | ----------------- | ----------------- | ----------------- | ----------------- |
| 2004-05   | 2.° Div. de Cádiz | 6     |                   |                   |                   |                   |                   |                   |                   | Campeón (ascenso) |
| 2005-06   | Liga de Cádiz     | 5     |                   |                   |                   |                   |                   |                   |                   |                   |
| 2006-07   | Liga de Cádiz     | 5     | 1.°               | 14                | 12                | 2                 | 898               | 661               | 26                | Campeón           |
| 2007-08   | Liga de Cádiz     | 5     | 1.°               | 12                | 9                 | 3                 | 714               | 614               | 21                | Semifinales       |
| 2008-09   | Liga de Cádiz     | 5     | 3.°               | 12                | 7                 | 5                 | 615               | 563               | 19                | Semifinales       |
| 2009-10   | Liga de Cádiz     | 5     | 2.°               | 14                | 12                | 2                 | 929               | 605               | 26                | Subcampeón        |
| 2010-11   | Liga de Cádiz     | 5     | 3.°               | 14                | 10                | 4                 | 783               | 667               | 24                | Subcampeón        |
| 2011-12   | Liga de Cádiz     | 5     | 4.°               | 10                | 3                 | 7                 | 493               | 588               | 13                | Semifinales       |

## Palmarés

### Masculino
| Torneo            | Títulos | Subcampeonatos | Años en los que fue campeón | Años en los que fue subcampeón |
| ----------------- | ------- | -------------- | --------------------------- | ------------------------------ |
| Liga de Cádiz     | 2       | 2              | 2006-07, 2008-09            | 2007-08, 2010-11               |
| 2.° Div. de Cádiz | 1       | 0              | 2004-05                     |                                |

### Femenino
| Torneo            | Títulos | Subcampeonatos | Años en los que fue campeón | Años en los que fue subcampeón |
| ----------------- | ------- | -------------- | --------------------------- | ------------------------------ |
| Liga de Cádiz     | 1       | 2              | 2006-07                     | 2009-10, 2010-11               |
| 2.° Div. de Cádiz | 1       | 0              | 2004-05                     |                                |